# アスリートの魂
『アスリートの魂』（アスリートのたましい）は、NHK総合テレビジョンおよびNHK BS1で放送されたスポーツドキュメンタリー番組。

## 概要
2011年4月4日に放送開始された。国内外のトップアスリート達の、頂点を目指す姿と思いを記録する。スポーツ現役最盛期世代である10代から40代までの男女を視聴者層に想定している。一部の回については、放送後に公式サイトにて5分程度のダイジェスト動画が公開されている。
｢スポーツ選手（アスリート）を題材にしたドキュメンタリー」というコンセプトは、2010年度まで旧：衛星第1テレビジョンを中心に放送されていた『スポーツ大陸』を継承したもので、『スポーツ大陸』と同様にNHKと、その選手の出身地や活動地の各地方放送局、NHK子会社のNHKグローバルメディアサービス（放送する回によってはスポニチクリエイツなど外部プロダクションも。地方局制作の場合はクレジットされない場合もある）との共同制作となっている。
放送開始当初は地上波のみで放送されていた。特に、2012年のロンドンオリンピック・ロンドンパラリンピックが行われることから、それらへの出場やメダル・入賞を目指す選手への取材が多かった。これ以後も夏季オリンピック・冬季オリンピックや、NHKが中継する主要なスポーツの国際大会、あるいは全日本選手権が近づくにつれて、それに関連した選手を取材テーマにする放送が行われている。
基本的に、本放送時には文字多重放送は行わないが、再放送時には実施する（2012年4月改編から本放送時も実施）。ただ、年末年始や月1回同枠で放送される『大人ドリル』放送週の翌週などでは本放送でも文字多重放送を実施する場合がある。
2012年4月改編で、放送波を総合テレビから衛星放送のBS1へと移管・時間も45分枠に拡大することにもなった｡前身となる『スポーツ大陸』放送時と同様、総合テレビでも放送が継続されるが、BS1から数日遅れての時差放送である。
2019年度春からは『スポーツ×ヒューマン』としてリニューアル、BS1で月曜20時台から放送されている。

## 基本放送時間

### 2011年度
本放送
総合テレビ 月曜 22:55 - 23:24
- いわゆる“23時のNHK”月曜枠。
- 毎月最終週とその回の再放送枠は休止し、『大人ドリル』を放送。

再放送
2011年度前期
九州・沖縄
教育テレビ 翌週月曜 0:45 - 1:14（日曜深夜、2011年4月 - 10月11日）
下記本枠が『トン☆スタ』に差し替えられていたため、本来教育テレビの放送が終了する時刻からの放送となっていた。このため、Mr.脳+君が代の放送終了は福岡局出しとなり、“NHK Eテレ”のウォーターマークは入らなかった。
他の地域
総合テレビ 同週水曜 1:00 - 1:29（火曜深夜、2011年4月 - 10月11日）
2011年度後期
総合テレビ 同週水曜 2:00 - 2:29（火曜深夜、2011年10月18日 - ）
2011年10月18日からの再放送時間変更により、九州・沖縄地区も上記の時間へ、さらに教育テレビから総合テレビへと移管した。

### 2012年度
本放送
BS1 月曜
4月 - 10月 20:00 - 20:45
11月 - 3月 21:00 - 21:45
再放送
総合テレビ 同週水曜（火曜深夜=原則としてBS1の翌日〈実質翌々日〉に放送）
4月 - 8月 0:50 - 1:35
9月 - 3月 1:25 - 2:10
BS1 随時（週末の日中・深夜など不定期）

### 2013年度
本放送
BS1
4 - 10月 月曜 21:00 - 21:45
11月 - 土曜（金曜深夜）0:00-0:45
再放送
総合テレビ 同週→次週木曜（水曜深夜=原則としてBS1の5日後（実質6日後）に放送） 1:30 - 2:15
BS1 随時（週末の日中・深夜など不定期）

### 2014年度
本放送
BS1 土曜（金曜深夜） 0:00 - 0:45（最終金曜日に該当する日は別番組放送のため休止）
再放送
総合テレビ 次週木曜（水曜深夜=原則としてBS1の5日後（実質6日後）に放送）1:30 - 2:15
BS1 次週火曜 17:00 - 17:45他随時（週末の日中・深夜など不定期）
BS1の本放送が別番組で休止となった場合の次週は、原則として過去の放送からのアンコールを送る。

### 2015年度
本放送
BS1
4 - 10月 土曜（金曜深夜） 0:00 - 0:45
11月 - 予定 金曜 23:00 - 23:45
最終金曜日に該当する日は原則として別番組放送のため休止となるが、一部月で最終金曜日にも放送される場合がある。
再放送
総合テレビ 次週木曜（水曜深夜=原則としてBS1の5日後（実質6日後）に放送） 1:30 - 2:15
スポーツ中継や特番編成の都合によっては不定期で土曜日 17:15 - 18:00（BS1放送の8日後（実質9日後））にも放送される場合がある。
BS1 同週日曜 17:00 - 17:45他随時（週末の日中や深夜など不定期）
BS1の本放送が別番組で休止となった場合の次週は、原則として過去の放送からのアンコールを送る。

### その他
NHKワールド・プレミアムでも特集番組扱いで不定期放送されることがある（主に放送権の問題に支障がない回。放送時間は不定のため、詳細な時間帯や放送される内容はNHKワールド・プレミアムのホームページを参照）。

## エンディングテーマ曲
2011年度
- GReeeeN「Green boys」

2012年度
- 林ゆうき 作曲

## 放送内容
原則として初回放送として放送されたものを収録・掲載している。
| 回 | 初回放送日 | タイトル                                                    | 語り         |
| -- | ---------- | ----------------------------------------------------------- | ------------ |
| 1  | 04月04日   | 震災の中のセンバツ 東北高校                                 | 上田早苗     |
| 2  | 04月11日   | 日本を元気づけたい 〜石川遼 19歳の誓い〜                    | 新垣結衣     |
| 3  | 04月18日   | 笑顔に秘めた力 体操・田中理恵                               | 中嶋朋子     |
| 4  | 05月09日   | 世界一のサイドバックに 長友佑都                             | 大島優子     |
| 5  | 05月16日   | "攻めて"つかんだオリンピック 石川佳純                       | 久保田祐佳   |
| 6  | 05月23日   | 攻め続ける"ルーキー" 読売ジャイアンツ 澤村拓一              | 大森南朋     |
| 7  | 06月06日   | 被災地に誓う"野球の底力" 東北楽天ゴールデンイーグルス       | 伊達みきお   |
| 8  | 06月13日   | "誰よりも遠くへ" 海老原有希                                 | 須藤理彩     |
| 9  | 06月20日   | "サッカーW杯 夢のメダルをめざして" 澤穂希となでしこジャパン | 和久井映見   |
| 10 | 07月04日   | "目覚めた若きスラッガー" 日本ハムファイターズ 中田翔        | 市原隼人     |
| 11 | 07月11日   | 勝負の"ワンチャンス" 柏レイソル 北嶋秀朗                    | 袴田吉彦     |
| 12 | 08月01日   | 競泳 古賀淳也                                               | 仲村トオル   |
| 13 | 08月08日   | メダルへの再挑戦 末綱聡子・前田美順                         | 比嘉愛未     |
| 14 | 08月22日   | ボクシング・世界チャンピオン 井岡一翔                       | 香川照之     |
| 15 | 08月29日   | 柔道 ゆずれぬ戦い 浅見八瑠奈・福見友子                      | 豊原謙二郎   |
| 16 | 09月05日   | "挑戦は終わらない" なでしこジャパン五輪最終予選             | 和久井映見   |
| 17 | 09月12日   | "再び夢をつかむため" サッカー女子 なでしこジャパン          | 森山春香     |
| 18 | 09月19日   | "勝利へのフルスイング" ヤクルト 畠山和洋                    | 八嶋智人     |
| 19 | 09月26日   | "心鍛えて強くなれ" 大関への挑戦 琴奨菊                      | 大友康平     |
| 20 | 10月03日   | "迷いをふりきれ" 宮里美香                                   | 国仲涼子     |
| 21 | 10月10日   | "挫折を成長に変えて" サッカー日本代表 香川真司              | 戸田恵梨香   |
| 22 | 10月17日   | 日本オープンゴルフ 男たちの闘い                             | 渡辺いっけい |
| 23 | 10月24日   | "人馬ひとつになって" 三冠馬・オルフェーヴルと池添謙一       | 室井滋       |
| 24 | 11月07日   | "完璧の守りをめざして" サッカー日本代表 川島永嗣            | 萩原聖人     |
| 25 | 11月14日   | "魅了する演技を求めて" 小塚崇彦                             | 小池徹平     |
| 26 | 11月21日   | "自分をみつめて強くなれ" ハーフナー・マイク                 | 大森南朋     |
| 27 | 12月05日   | "ただひたすら、前へ" 明治大学ラグビー部                     | 久保田祐佳   |
| 28 | 12月12日   | "勝利の合言葉を胸に" 柏レイソル・ネルシーニョ監督とイレブン | 大杉漣       |

| 回 | 初回放送日 | タイトル                                                     | 語り       |
| -- | ---------- | ------------------------------------------------------------ | ---------- |
| 29 | 01月07日   | "魂の故郷をゆく" 三浦知良                                    | 首藤奈知子 |
| 30 | 01月23日   | "カッコわるくても勝つ" 錦織圭                                | 杉浦太陽   |
| 31 | 02月06日   | "限界を超える" 室伏広治                                      | 武田真治   |
| 32 | 02月13日   | "4人 心ひとつに" チーム青森                                  | 谷村美月   |
| 33 | 02月27日   | "我が道を走る" 川内優輝                                      | 今井美樹   |
| 34 | 03月05日   | "最年長Jリーガー45歳" 三浦知良                               | 首藤奈知子 |
| 35 | 04月02日   | "努力で夢をつかむ" サッカーU-23日本代表 清武弘嗣             | 杉本哲太   |
| 36 | 04月09日   | "目指すは世界一のエース" 女子バレー 木村沙織                 | 袴田吉彦   |
| 37 | 04月16日   | "“怪物”を倒してやる" 競泳 松田丈志                           | 時任三郎   |
| 38 | 05月07日   | "“一球の重み”を胸に" 中日 浅尾拓也                           | 山本耕史   |
| 39 | 05月14日   | "負けるわけにはいかない" ダイヤモンドバックス 斎藤隆         | 杉本哲太   |
| 40 | 05月21日   | "一歩一歩 美しく" 競歩 大利久美                              | 山本太郎   |
| 41 | 06月04日   | "正直の向こうへ" 男子100m 江里口匡史                         | 山本太郎   |
| 42 | 06月19日   | "“進化”が自分を強くする" レスリング 吉田沙保里               | 仲村トオル |
| 43 | 06月25日   | "1000分の1秒の闘いに挑む" 自転車トラック日本代表 渡邉一成    | 萩原聖人   |
| 44 | 07月02日   | "笑顔の一本 挙げるために" ウェイトリフティング 八木かなえ    | 大山裕子   |
| 45 | 07月09日   | "ふるさとで挑むメダル" テコンドー 濱田真由                   | 杉本哲太   |
| 46 | 07月23日   | "粘っこく走り抜け" マラソン女子 重友梨佐                     | 山口馬木也 |
| 47 | 08月13日   | "オリンピック三連覇への軌跡" レスリング女子 吉田沙保里       | 兼清麻美   |
| 48 | 08月20日   | "130kmの“快速球”" 千葉ロッテマリーンズ 成瀬善久              | 鈴木省吾   |
| 49 | 08月27日   | "勝利へのラストパス" 車いすバスケットボール日本代表 香西宏昭 | 杉本哲太   |
| 50 | 09月03日   | "私はもっと速くなる" 車いすマラソン日本代表 土田和歌子       | 山本耕史   |
| 51 | 09月10日   | "絆があるから戦える" フットサル日本代表 逸見勝利ラファエル   | 杉本哲太   |
| 52 | 09月24日   | "最後まで“攻める”" 女子ゴルフ 笠りつ子                       | 首藤奈知子 |
| 53 | 10月01日   | "無心で“前へ”" 大相撲 舛ノ山                                 | 杉本哲太   |
| 54 | 10月08日   | "最後まで“一瞬に生きる”" ソフトバンク 小久保裕紀             | 杉本哲太   |
| 55 | 11月05日   | "挑め 燃え尽きるまで" ボクシング 西岡利晃                    | 時任三郎   |
| 56 | 11月012日  | "ただ、選手を信じる" 日本ハム監督 栗山英樹                   | 山本耕史   |
| 57 | 11月019日  | "17歳 高みへ" フィギュアスケート 羽生結弦                    | 仲村トオル |
| 58 | 11月026日  | "絆を胸に世界へ" フットサル日本代表 逸見勝利ラファエル       | 杉本哲太   |
| 59 | 12月03日   | "“綱”と戦う" 横綱 日馬富士                                   | 時任三郎   |
| 60 | 12月010日  | "一緒に“走る”" サッカー 前田遼一                             | 山本耕史   |

| 回 | 初回放送日 | タイトル                                             | 語り       |
| -- | ---------- | ---------------------------------------------------- | ---------- |
| 61 | 01月07日   | 迷わず 挑め アイススレッジホッケー 須藤悟            | 萩原聖人   |
| 62 | 01月28日   | 誰も見たことがない頂へ スポーツクライミング 小田桃花 | 萩原聖人   |
| 63 | 02月11日   | 苦しみを強さに サッカー 酒井宏樹                     | 萩原聖人   |
| 64 | 02月18日   | ひたむきに前を見すえて スノーボードクロス 藤森由香   | 時任三郎   |
| 65 | 02月25日   | 天を翔(かけ)る少女 スキージャンプ 高梨沙羅           | 渡邉佐和子 |
| 66 | 03月04日   | 挑み続けるエース フィギュアスケート 髙橋大輔         | 仲村トオル |
| 67 | 03月18日   | "世界一"を追い求めて ノルディック複合 渡部暁斗       | 杉本哲太   |
| 68 | 03月25日   | 舞え 空高く スノーボードハーフパイプ 青野令          | 渡邉佐和子 |
| 69 | 04月01日   | 恩返しの甲子園 いわき海星高校                        | 山本耕史   |
| 70 | 04月08日   | 生きるためリングへ ボクシング 来家恵美子             | 萩原聖人   |
| 71 | 04月29日   | 世界最強に挑む ラグビー 田中史朗                     | 萩原聖人   |
| 72 | 05月13日   | 新たな自分へ バドミントン 垣岩令佳                   | 道谷眞平   |
| 73 | 05月27日   | 逆境を力に変える 中日 山本昌                         | 時任三郎   |
| 74 | 06月10日   | “一流”になる 阪神 藤浪晋太郎                         | 萩原聖人   |
| 75 | 07月8日    | 不屈のストライカー サガン鳥栖 豊田陽平               | 萩原聖人   |
| 76 | 07月22日   | 再起へ サーフィン 大野修聖                           | 萩原聖人   |
| 77 | 07月29日   | 一投にかける ヤンキース 黒田博樹                     | 仲村トオル |
| 78 | 08月12日   | 執念のフルスイング 社会人野球 西郷泰之               | 仲村トオル |
| 79 | 08月19日   | 走りを究める 陸上100m 山縣亮太                       | 杉本哲太   |
| 80 | 08月26日   | あきらめず走る マラソン 木崎良子                     | 山本耕史   |
| 81 | 09月02日   | 決意のリング ボクシング 来家恵美子                   | 渡邊佐和子 |
| 82 | 09月09日   | 自分を貫く 卓球 松平健太                             | 森山春香   |
| 83 | 09月23日   | 恐れずに飛び込む 剣道 山本真理子                     | 兼清麻美   |
| 84 | 10月05日   | 最強であるために 車いすテニス 国枝慎吾               | 袴田吉彦   |
| 85 | 10月07日   | 限界は考えない トライアスロン 古畑俊男               | 袴田吉彦   |
| 86 | 11月08日   | 日本一への3419球 楽天 田中将大                       | 杉浦友紀   |
| 87 | 11月15日   | 38歳の“伸びしろ” ビーチサッカー 河原塚毅             | 杉本哲太   |
| 88 | 11月22日   | 攻めてこそ自分 サッカー 乾貴士                       | 袴田吉彦   |
| 89 | 11月29日   | 涙を力に スカッシュ 松井千夏                         | 時任三郎   |
| 90 | 12月08日   | 最速エンジンになる ボブスレー 黒岩俊喜               | 山本耕史   |
| 91 | 12月20日   | 絆で攻める チアリーディング日本代表女子チーム        | 山本耕史   |
| 92 | 12月27日   | 15歳ただ一途に フィギュアスケート 宮原知子           | 一橋忠之   |

| 回  | 初回放送日 | タイトル                                                 | 語り       |
| --- | ---------- | -------------------------------------------------------- | ---------- |
| 93  | 01月10日   | “五輪”の空へ スキー・エアリアル 田原直哉                 | 山本耕史   |
| 94  | 01月17日   | 夢ひとすじに アイスホッケー 久保英恵                     | 萩原聖人   |
| 95  | 01月24日   | 今度こそメダルを スキー・モーグル 上村愛子               | 山本耕史   |
| 96  | 01月31日   | もっと速くもっと強く スケート・ショートトラック 酒井裕唯 | 山本耕史   |
| 97  | 03月07日   | “複合ニッポン”をふたたび ノルディック複合 渡部暁斗       | 仲村トオル |
| 98  | 03月14日   | “最高”に挑み続けて フィギュアスケート 髙橋大輔           | 山本耕史   |
| 99  | 03月21日   | 魂で引け 綱引き 進友会 vs．BIWAKO同志会                  | 袴田吉彦   |
| 100 | 04月04日   | きっと越えてみせる 巨人 菅野智之                         | 萩原聖人   |
| 101 | 04月11日   | “最強の補欠”になる ブルージェイズ 川﨑宗則               | 廣瀬智美   |
| 102 | 04月18日   | ともに闘う ボクシング 井上尚弥                           | 杉本哲太   |
| 103 | 05月02日   | 自分に負けない 競泳 鈴木聡美                             | 山本耕史   |
| 104 | 05月09日   | 夢へ跳ぶ トランポリン 伊藤正樹                           | 萩原聖人   |
| 105 | 05月23日   | 向かい風の先へ 車いすマラソン 副島正純                   | 袴田吉彦   |
| 106 | 06月06日   | 静かに熱く サッカー日本代表 内田篤人                     | 仲村トオル |
| 107 | 06月13日   | 1トップは譲らない サッカー日本代表 柿谷曜一朗            | 萩原聖人   |
| 108 | 07月04日   | 攻める勇気を レスリング 登坂絵莉                         | 杉本哲太   |
| 109 | 07月18日   | “等身大”で勝つ テニス 奈良くるみ                         | 山本耕史   |
| 110 | 08月29日   | 背負い投げ輝くまで 柔道 野村忠宏                         | 萩原聖人   |
| 111 | 09月05日   | 一歩ずつ王者へ 体操 白井健三                             | 萩原聖人   |
| 112 | 09月12日   | 自分へのリベンジ もうひとつのＷ杯 谷口拓也               | 萩原聖人   |
| 113 | 09月19日   | すべてはナインのために 女子野球 西朝美                   | 山本耕史   |
| 114 | 10月10日   | 終わりなき探究 弓道 増渕敦人                             | 杉本哲太   |
| 115 | 10月17日   | 世界一へのトス バレーボール 宮下遥                       | 萩原聖人   |
| 116 | 11月07日   | ポールとひとつになる 棒高跳び 山本聖途                   | 萩原聖人   |
| 117 | 11月14日   | 激流を越える絆 ラフティング女子日本代表                  | 袴田吉彦   |
| 118 | 12月02日   | 最強をめざす 新関脇 逸ノ城                               | 杉本哲太   |
| 119 | 12月12日   | 野生へ駆けろ トレイルラン 山本健一                       | 山本耕史   |
| 120 | 12月26日   | 生きるために強くなれ フリーダイビング 岡本美鈴           | 杉本哲太   |

| 回  | 初回放送日 | タイトル                                           | 語り       |
| --- | ---------- | -------------------------------------------------- | ---------- |
| 121 | 01月16日   | ふるさとに誓う勝利 バドミントン 山口茜             | 山本耕史   |
| 122 | 01月23日   | 走り続けるために ラグビー 小野澤宏時               | 時任三郎   |
| 123 | 02月06日   | 強い心を 大相撲 嘉風                               | 山本耕史   |
| 124 | 02月22日   | 誰にも前は走らせない 自転車ケイリン 小林優香       | 萩原聖人   |
| 125 | 03月06日   | 剣士はあきらめない フェンシング 千田健太           | 杉本哲太   |
| 126 | 03月13日   | 今、この一瞬を フットサル 久光重貴                 | 萩原聖人   |
| 127 | 03月20日   | 俺たちは負けない ハンドボール 琉球コラソン         | 萩原聖人   |
| 128 | 04月03日   | 戦う使命 ボクシング 藤岡奈穂子                     | 杉本哲太   |
| 129 | 04月10日   | 強打の捕手を貫く 西武 森友哉                       | 萩原聖人   |
| 130 | 04月17日   | 水の覇者になる 競泳 萩野公介                       | 杉本哲太   |
| 131 | 05月16日   | 世界一頼れるエースへ サッカー 大儀見優季           | 仲村トオル |
| 132 | 05月22日   | 負けてこそ強さを知る 柔道 近藤亜美                 | 時任三郎   |
| 133 | 06月05日   | 終わりなき挑戦 視覚障害者ランナー 道下美里         | 仲村トオル |
| 134 | 06月12日   | 美しく舞え 体操 村上茉愛                           | 萩原聖人   |
| 135 | 07月03日   | 魂のストレート 広島 大瀬良大地                     | 山本耕史   |
| 136 | 07月10日   | 己をかけたタックル レスリング 高谷惣亮             | 杉本哲太   |
| 137 | 07月24日   | 弱点こそ伸びしろ 陸上十種競技 右代啓祐             | 萩原聖人   |
| 138 | 07月31日   | 理想の“型”を求めて 新大関 照ノ富士                 | 仲村トオル |
| 139 | 08月21日   | 生きる証のバックスピン 片腕のゴルファー 小山田雅人 | 時任三郎   |
| 140 | 08月28日   | 大舞台で俺は勝つ 競泳 瀬戸大也                     | 萩原聖人   |
| 141 | 09月5日    | 野村忠宏 最後の背負い投げ                          | 萩原聖人   |
| 142 | 09月12日   | 無心で蹴りぬく ラグビー日本代表 五郎丸歩           | 萩原聖人   |
| 143 | 09月19日   | ひとつ上の世界へ サーフィン 大村奈央               | 袴田吉彦   |
| 144 | 09月26日   | 前へ 道を拓（ひら）け 女子相撲 山中未久            | 袴田吉彦   |
| 145 | 10月03日   | 速さこそ神髄 空手 荒賀龍太郎                       | 杉本哲太   |
| 146 | 10月24日   | 折れない心を トライアスロン 佐藤優香               | 萩原聖人   |
| 147 | 10月31日   | ただ“一走”にかける 巨人 鈴木尚広                   | 杉本哲太   |
| 148 | 11月13日   | 小さな体を武器に ハンドボール女子日本代表          | 萩原聖人   |
| 149 | 11月13日   | 亡き友とともに戦う 車いすラグビー 池透暢           | 袴田吉彦   |
| 150 | 12月11日   | 世界一の絆 バドミントン 高橋礼華・松友美佐紀       | 萩原聖人   |
| 151 | 12月25日   | もう一度人馬一体へ 障害者馬術 常石勝義             | 袴田吉彦   |

| 回  | 初回放送日 | タイトル                                              | 語り       |
| --- | ---------- | ----------------------------------------------------- | ---------- |
| 152 | 01月15日   | 夢へ殻を破れ 体操 村上茉愛                            | 萩原聖人   |
| 153 | 02月19日   | “最速”を超えて 7人制ラグビー 松井千士                 | 袴田吉彦   |
| 154 | 02月26日   | ふるさとの絆を力に カーリング SC軽井沢クラブ          | 杉本哲太   |
| 155 | 03月18日   | 未来へつないだ10日間 サッカー なでしこジャパン        | 萩原聖人   |
| 156 | 04月09日   | フルスイングでさらなる高みへ ソフトバンク 柳田悠岐    | 萩原聖人   |
| 157 | 04月16日   | 基本こそが最強 アイスホッケー 藤本那菜                | 萩原聖人   |
| 158 | 05月07日   | 負けてたまるか レッドソックス 上原浩治                | 袴田吉彦   |
| 159 | 05月14日   | 己を知り 高みへ 競歩 谷井孝行                         | 時任三郎   |
| 160 | 05月21日   | 絶対に負けない バレーボール 石川祐希                  | 山本耕史   |
| 161 | 06月04日   | ロアッソ熊本 心ひとつに 前へ                          | 仲村トオル |
| 162 | 06月11日   | 私のままで跳ぶ 義足のジャンパー 中西麻耶              | 萩原聖人   |
| 163 | 06月18日   | 水中の格闘技”を越えて 水球男子・日本代表              | 時任三郎   |
| 164 | 07月02日   | 競い合い 夢の舞台へ 新体操日本代表 フェアリージャパン | 萩原聖人   |
| 165 | 07月09日   | かすかな光を追い続けて 自転車ロードレーサー 新城幸也  | 袴田吉彦   |
| 166 | 07月16日   | 金メダルへの武者修行 テコンドー 濱田真由              | 萩原聖人   |
| 167 | 08月06日   | 1.6秒 極限の重圧 水泳 飛び込み 寺内健                 | 萩原聖人   |
| 168 | 09月03日   | 義足に血が通うまで パラリンピック 走り高跳び 鈴木徹   | 山本耕史   |
| 169 | 09月10日   | 53歳 限界を超えろ 車いす陸上 永尾嘉章                 | 萩原聖人   |
| 170 | 10月15日   | 4年後のエースは誰だ ソフトボール 日本代表             | 萩原聖人   |
| 171 | 10月22日   | 俺たちは勝つ 東大野球部                               | 山本耕史   |
| 172 | 11月12日   | 4年後も女王のままで スポーツクライミング 野口啓代     | 山本耕史   |
| 173 | 11月19日   | 田臥勇太 36歳の覚悟                                   | 時任三郎   |
| 174 | 12月03日   | 沖縄の誇り 背負って 空手家喜友名諒                    | 時任三郎   |
| 175 | 12月17日   | スケボー少年 世界に羽ばたけ 16歳 池田大亮             | 萩原聖人   |

| 回  | 初回放送日 | タイトル                                                  | 語り       |
| --- | ---------- | --------------------------------------------------------- | ---------- |
| 176 | 01月21日   | お家芸復活をめざせ ショートトラック 吉永一貴              | 萩原聖人   |
| 177 | 02月4日    | ゆけ!スマイルジャパン アイスホッケー女子日本代表          | 萩原聖人   |
| 178 | 02月11日   | 東京五輪へぶっちぎる 卓球・平野美宇                       | 川栄李奈   |
| 179 | 02月18日   | あきらめない女たち カーリング女子・チーム富士急           | 萩原聖人   |
| 180 | 03月04日   | 一糸乱れず金メダルへ スピードスケート・女子団体パシュート | 仲村トオル |
| 181 | 03月11日   | 羽生結弦 “絶対王者”がめざす頂                             | 山本耕史   |
| 182 | 03月18日   | いつか頂を越えたい フィギュアスケート・宇野昌磨           | 萩原聖人   |
| 183 | 03月25日   | ｢跳べ!スランプを越えて スノーボード・大江光               | 萩原聖人   |
| 184 | 04月08日   | あの放物線をもう一度 巨人・阿部慎之助                     | 仲村トオル |
| 185 | 04月15日   | 走り抜く信念 原口元気・サッカー日本代表                   | 一橋忠之   |
| 186 | 04月29日   | 真の“世界最速”へ 競泳・渡辺一平                           | 萩原聖人   |
| 187 | 05月06日   | どんなときも真っ向勝負 柔道・大野将平                     | 杉本哲太   |
| 188 | 06月03日   | 壁を越えろ 新世代 体操・萱和磨                            | 川栄李奈   |
| 189 | 07月08日   | ふたつの祖国を胸に バスケットボール日本代表 張本天傑      | 萩原聖人   |
| 190 | 07月22日   | 限界を超えて花ひらけ 新体操・喜田純鈴 16歳                | 川栄李奈   |
| 191 | 08月05日   | 女子バスケットボール日本代表                              | 萩原聖人   |
| 192 | 08月12日   | フルスイングを貫く オリックス・吉田正尚                   | 豊原謙二郎 |
| 193 | 08月19日   | 新たなる伝説へ 女子バレーボール日本代表                   | 杉本哲太   |
| 194 | 08月26日   | 世界で一番強くなる 空手・宮原美穂                         | 奥貫薫     |
| 195 | 09月02日   | 全員で 心一つに カーリング女子・中部電力                  | 萩原聖人   |
| 196 | 09月23日   | 涙の分だけ強くなれ レスリング・向田真優                   | 山本耕史   |
| 197 | 10月07日   | 常に前へ突き進め ロッテ 井口資仁                          | 余貴美子   |
| 198 | 10月14日   | ふるさとの海から世界へ サーフィン・大原洋人               | 杉本哲太   |
| 199 | 10月21日   | 知られざる成長の軌跡 ゴルフ・畑岡奈紗                     | 萩原聖人   |
| 200 | 11月04日   | 最強の“奪三振王”へ 〜楽天 則本昂大〜                      | 杉浦友紀   |
| 201 | 11月11日   | 16歳これが私のスタイル スケートボード・西村碧莉           | 萩原聖人   |
| 202 | 11月25日   | 偉大な先輩を越えたい フェンシング男子フルーレ             | 萩原聖人   |
| 203 | 12月02日   | これが私の左腕 パラバドミントン・豊田まみ子               | 萩原聖人   |
| 204 | 12月16日   | 16歳“真のアスリート”へ フィギュアスケート・本田真凜       | 篠原ともえ |

| 回  | 初回放送日 | タイトル                                                              | 語り               |
| --- | ---------- | --------------------------------------------------------------------- | ------------------ |
| 205 | 01月06日   | 矛盾を超えてキングへ ノルディック複合・渡部暁斗選手                   | 杉本哲太           |
| 206 | 01月13日   | 崖っぷちからの挑戦 スケルトン 笹原友希                                | 椎名桔平           |
| 207 | 01月20日   | “恐怖”を超えろ スノーボードハーフパイプ 平野歩夢                      | 新井浩文           |
| 208 | 01月27日   | 勝利へのコミュニケーション カーリング SC軽井沢クラブ                  | 杉本哲太           |
| 209 | 02月03日   | 誰も見たことがない頂へ フィギュアスケート 宇野昌磨                    | 萩原聖人           |
| 210 | 03月10日   | 己の滑りを貫け パラアルペンスキー 森井大輝                            | リリー・フランキー |
| 211 | 04月07日   | 17歳“日本新”までの葛藤 競泳・池江璃花子                               | 宮野真守           |
| 212 | 04月21日   | 笑顔を取り戻すまで 卓球・伊藤美誠 17歳の挑戦                          | 鈴木杏             |
| 213 | 04月28日   | あいつがいるから俺がいる。 ソフトバンク 千賀滉大と甲斐拓也            | 井上二郎           |
| 214 | 05月05日   | “楽しむ心“で空を飛べ BMX 中村輪夢                                     | 杉本哲太           |
| 215 | 05月12日   | できるまでやめへん 体操・杉原愛子                                     | 小松由佳           |
| 216 | 06月09日   | 謙虚な男の意識改革 サッカー日本代表 酒井宏樹                          | 杉本哲太           |
| 217 | 06月16日   | “超絶技”だけで終わらせない 〜体操・宮地秀享〜                         | 山本耕史           |
| 218 | 06月23日   | “167センチ”が道を拓く バスケットボール・富樫勇樹                      | 萩原聖人           |
| 219 | 06月30日   | まっすぐな男 〜西武 菊池雄星〜                                        | 柳葉敏郎           |
| 220 | 07月07日   | 勝つために生まれ変われ 〜卓球 水谷隼〜                                | 杉本哲太           |
| 221 | 07月14日   | 悩める妖精の大変身 新体操・皆川夏穂選手                               | 上白石萌音         |
| 222 | 08月04日   | 陸上100m 目指せファイナリスト（桐生祥秀・山縣亮太・ケンブリッジ飛鳥） | 磯部弘             |
| 223 | 09月08日   | ポジティブに 新たな“頂”へ〜スポーツクライミング・楢﨑智亜             | 浜野謙太           |
| 224 | 09月15日   | 38歳 未知の走りへ 〜陸上・末續慎吾〜                                  | 杉田智和           |
| 225 | 09月22日   | 舞え 心ひとつに 〜新体操 フェアリージャパン〜                         | 萩原聖人           |
| 226 | 09月29日   | いつだって その“心”で〜大関 栃ノ心〜                                  | 小林薫             |
| 227 | 10月06日   | 石川遼 27歳の告白                                                     | 三浦翔平           |
| 228 | 10月27日   | “天才少女”からの脱却 〜トランポリン・森ひかる〜                       | 本仮屋ユイカ       |
| 229 | 11月09日   | 己に挑む六番勝負 〜剣道・西村英久〜                                   | 杉本哲太           |
| 230 | 11月23日   | 大分国際車いすマラソン                                                | 豊原謙二郎         |
| 231 | 11月30日   | この足を生かしきれ 〜ラグビー・福岡堅樹〜                             | 杉本哲太           |
| 232 | 12月07日   | “心の目”で打ち勝て 視覚障害者柔道・永井崇匡                           | 東地宏樹           |
| 233 | 12月21日   | “全力”と“ほどほど”の間で バドミントン 奥原希望                        | 細谷佳正           |

| 回  | 初回放送日 | タイトル                                      | 語り       |
| --- | ---------- | --------------------------------------------- | ---------- |
| 234 | 01月11日   | ライバル 〜男子レスリング 太田忍×文田健一郎〜 | 磯部弘     |
| 235 | 02月08日   | ピンポン×人生 7日間の物語                     | 岸井ゆきの |
| 236 | 02月15日   | 唯一無二 サッカー日本代表 堂安律              | ムロツヨシ |
| 237 | 03月01日   | “凡才”のボクだからこそ 〜柔道 ウルフアロン〜  | 浜野謙太   |
| 238 | 03月24日   | 「“山の神”五輪への誓い 〜マラソン 今井正人〜  | 萩原聖人   |

## 関連商品
- 「ステラMOOK アスリートの魂・逆境を乗り越えた10人」

NHKサービスセンター 2012年2月刊行の書籍。2011年度に登場したアスリートの中から10人を厳選し、放送後の書籍版用に新たに追記した取材を交えて、そのアスリートの極意に迫った。
- 「僕らはつよくなりたい 東北高校野球部」

幻冬舎 2012年4月刊行の書籍。著：戸塚啓、監修・NHKアスリートの魂制作班。この番組の第1回（2011年4月）に放送され、その後2012年3月にこの番組を一部再編集した特番が紹介された第83回選抜高等学校野球大会における東北高等学校野球部の活躍と、選抜開催の可否をめぐる議論をまとめたノンフィクション。
- 「NHK「アスリートの魂」 運命を分けた16の闘い」

NHK出版 2016年9月刊行の書籍。著：NHK番組制作班。
漫画
- 「まんが NHKアスリートの魂 スキージャンプ高梨沙羅 競泳瀬戸大也 サッカー三浦知良 自分らしく前へ」

学研プラス 2017年5月刊行の書籍。協力：NHK｢アスリートの魂」番組スタッフ、スポーツ監修：筑波大学 体育系教授 山田幸雄
漫画・吉田博哉（高梨沙羅を担当）、神宮寺一（瀬戸大也を担当）、海野そら太（三浦知良を担当）
- 「まんが NHKアスリートの魂 レスリング吉田沙保里 ラグビー五郎丸歩 体操白井健三 進化する技と心」

学研プラス 2017年5月刊行の書籍。協力：NHK｢アスリートの魂」番組スタッフ、スポーツ監修：筑波大学 体育系教授 山田幸雄
漫画・上地優歩（吉田沙保里を担当）、海野そら太（五郎丸歩を担当）、高岩ヨシヒロ（白井健三を担当）
- 「まんが NHKアスリートの魂 サッカー香川真司 フィギュアスケート宮原知子 柔道野村忠宏 試練を乗りこえて」

学研プラス 2017年6月刊行の書籍。協力：NHK｢アスリートの魂」番組スタッフ、スポーツ監修：筑波大学 体育系教授 山田幸雄
漫画・岡本圭一郎（香川真司を担当）、朝吹まり（宮原知子を担当）、岩元健一（野村忠宏を担当）
- 「まんが NHKアスリートの魂 野球田中将大 バドミントン高橋礼華・松友美佐紀 体操村上茉愛 信念をつらぬく」

学研プラス 2017年8月刊行の書籍。協力：NHK｢アスリートの魂」番組スタッフ、スポーツ監修：筑波大学 体育系教授 山田幸雄
漫画・高岩ヨシヒロ（田中将大を担当）、春野まこと（高橋礼華・松友美佐紀を担当）、東園子（村上茉愛を担当）
- 「まんが NHKアスリートの魂 サッカー内田篤人 野球上原浩治 チアリーディング日本代表女子チーム 強い心で」

漫画・春野まこと（内田篤人を担当）、神宮寺一（上原浩治を担当）、松野千歌（チアリーディング日本代表女子チームを担当）
学研プラス 2017年12月刊行の書籍。協力：NHK「アスリートの魂」番組スタッフ、スポーツ監修：筑波大学 体育系教授 山田幸雄

### 補足
1. ↑  2013年上半期は翌々日〈実質4日後〉
2. ↑  2011年度（#34まで）は総合、2012年度（#35から）はBS1での放送日。（総合・BSとも番組表上の日付。地上波初回に当たる総合での遅れ日数は上記参照。例外あり=脚注でその都度説明）
3. ↑  新春スペシャルとして、通常と放送日が異なる土曜日 22:55 - 23:30での放映だった
4. ↑  1月7日放送分に一部再構成を加えたアンコール放送
5. ↑  通常の月曜に当たる6月18日はサッカー女子日本代表の強化試合中継のため、通常より1日延期して放送
6. ↑  総合では当日深夜放送予定だったが台風情報のため休止、7月24日にその後の#46との2本立てで放送
7. 1 2  総合がウィンブルドン選手権特別編成のため、7月17日に2本立てで放送
8. ↑  6月19日に放送された内容を基として、ロンドン五輪の模様を追加収録したもの
9. 1 2  総合が夏休み特別編成のため8月21日に2本立てで放送。
10. ↑  総合は編成上の都合で6月19日に放送
11. ↑  編成上の都合により本来再放送となる総合で10月2日に先行で初回放送され、BS1は再放送
12. ↑  2013年度優良放送番組推進会議優秀賞（BSドキュメンタリー番組部門）受賞作品 Archived 2014年7月5日, at the Wayback Machine.
13. ↑  （スタッフ）映像協力：下町ボブスレープロジェクト、撮影：池村泰貴
14. ↑  編成上の都合により本来再放送となる総合で12月18日に先行で初回放送され、BS1は再放送
15. ↑  総合では2014 FIFAワールドカップ（ブラジル大会）中継の特別編成の都合により、6月14日深夜（1日ズレ）に放送
16. ↑  知的障害者サッカー世界選手権
17. ↑  編成上の都合により初回放送は月曜 21:00 - 21:45に行われた
18. ↑  総合は3月25日深夜の放送予定が、衆議院NHK平成27年度予算審議の録画中継を行ったため休止となり、4月1日深夜に1週順延して放送
19. ↑  BS1は特別編成の都合でいつもより1日遅れて土曜日深夜に放送
20. ↑  総合テレビでの放送は当初9月9日深夜に予定されていたが、栃木県に発令された大雨特別警報関連のニュースを終夜放送したため休止となり、9月12日 17:15 - 18:00の放送に代替された
21. ↑  9月22日 19:55 - 20:45にも、南アフリカ戦の試合結果を織り込んで再構成した内容で特別再放送された
22. ↑  当初は深夜0時からの放送予定だったが、急遽テニス中継が放送され、そのテニス中継が延長したため、深夜1時5分からの放送に変更された